# Gregorio Solabarrieta
Gregorio Solabarrieta Balanda (Bermeo, 9 de mayo de 1900 - Miranda de Ebro, 19 de mayo de 1978) fue un compositor de música español.

## Biografía
Nació en Bermeo el 9 de mayo de 1900. Comenzó sus estudios de música con el organista de una iglesia de Bermeo y siguió más tarde con el director de la banda de música de la ciudad quien le enseñó piano, armonía y flautín.
Ingresó en la Academia Vizcaína de Música de Bilbao en el año 1916 como alumno de órgano. En 1919 obtuvo el primer premio de órgano en su examen final de carrera. En 1920 fue nombrado director de la Banda de Música de Mondragón, banda con la que actuó en los alardes de San Sebastián en los años 1922 y 1927. En octubre de 1928 fue elegido director de la banda municipal de música de Miranda de Ebro entre 27 candidatos al puesto. Debutó en el cargo el 25 de julio de 1929. En 1933 obtuvo el tercer premio de bandas de música de Castilla en Palencia.
En 1950 fue uno de los fundadores del Orfeón Mirandés, junto a Juan Arranz Fraile, Antonio Calzada, Germán Vidondo y los hermanos Manuel y José de Valdivielso. Esta agrupación ganó el primer premio del concurso de coros de las juventudes Marianas imponiéndole la medalla el Obispo de Bilbao. Tras su jubilación en 1965, el ayuntamiento de Miranda de Ebro le hizo entrega de la medalla de plata de la ciudad.
Falleció el 19 de mayo de 1978 en Miranda de Ebro y tras su muerte el consistorio decidió poner su nombre a una céntrica calle próxima a su vivienda.

## Obra
En su obra queda reflejado que desarrolló gran parte de su carrera en Miranda de Ebro, pero sus composiciones son variadas y tratan otras temáticas. Así, Gregorio Solabarrieta es el autor del himno de Miranda de Ebro y del himno del Club Deportivo Mirandés, además de la jota titulada A orillas del Ebro, entre otras piezas de banda dedicadas a la ciudad. Sin embargo, también compuso pasodobles, canciones en euskera (como Kresaletan) —entre otras de índole vasco—, piezas bailables de otros estilos y la zarzuela Estampas de Ondarroa, que se estrenó en 1961 en el Teatro Arriaga de Bilbao.

## Homenajes y reconocimientos
Actualmente una asociación de Miranda de Ebro lleva su nombre: La ACGS (Asociación Cultural Gregorio Solabarrieta) formada por dos agrupaciones: La OCGS (Orquesta de Cámara Gregorio Solabarrieta) dirigida por el mirandés Asier Puga y La JOCGS (Joven Orquesta de Cámara Gregorio Solabarrieta).
En mayo de 2018, se celebró un homenaje en su honor organizado por la Cofradía Mirandesa de Bilbao. El evento consistió en un concierto dado por la banda municipal de Miranda de Ebro exclusivamente de piezas compuestas por Solabarrieta en el quiosco del Arenal en Bilbao, seguido de una comida en la que se bailó un aurresku en honor del músico por un dantzari profesional y se hizo entrega de una txapela honorífica recogida por Juantxu Solabarrieta, hijo del compositor.